# AOPA-Austria
Die AOPA-Austria – Flugzeughalter und Pilotenverband Österreichs mit Sitz in Wien ist die österreichische Vertretung der Aircraft Owners and Pilots Association. Der Verein gehört der IAOPA, dem internationalen Dachverband der AOPA an.
Der gemeinnützige Verein hat sich zur Aufgabe gemacht, die Interessen der Flugzeughalter und -Eigentümer sowie Piloten der Allgemeinen Luftfahrt zu vertreten. Weiters werden Kontakte zu Industrie und Dienstleistern gepflegt, um mittels Gruppenrabatte oder spezielle Verträge Vorteile für Mitglieder zu erzielen.

## Mitglieder
Mit Stand 17. November 2021 sind über 700 Mitglieder und 12 Partnervereine bei der AOPA Austria registriert.
Der Vorstand besteht aus dem Präsidenten, 3 Vizepräsidenten, einem Kassier, einem Schriftführer und 2 Beisitzern. Zusätzlich gibt es einen Stab an beratenden Mitgliedern mit speziellen Kompetenzen in verschiedenen Bereichen der allgemeinen Luftfahrt.

## Geschichte
Die Gründung erfolgte am 9. Februar 1963 durch den österreichischen Unternehmer Julius Meinl IV, welcher den Verein auch als Präsident bis 2008 leitete. Nach seinem Tod übernahm sein Sohn Julius Meinl V sein Amt. Kurz darauf wurde dieser vom Chef der Wiener Privatklinik Walter Ebm abgelöst. Bei der ordentlichen Generalversammlung im Mai 2019 wurde Robert Michl als Präsident bestellt.

## Ziele und Aktivitäten
- Kostensenkung in der GA durch vereinfachte und pragmatische Regulierungen
- Anpassung der Wartungserfordernisse für die private Luftfahrt
- Abschaffung der Betriebsleiter-Pflicht
- Vereinfachung und Kostenreduktion bei Funk- und Sprachprüfungen (LPC)
- Praxisgerechterer Zugang zum IFR, um den IFR-Anteil zu erhöhen (USA 40 %, EU 5 %)
- Erweiterung des Angebotes an Workshops und Informationsveranstaltungen

Als Interessensvertretung der allgemeinen Luftfahrt wird die AOPA-Austria vom BMVIT regelmäßig um Stellungnahmen zu Gesetzesentwürfen und Verordnungsentwürfen gebeten und ist somit offiziell in den entsprechenden Begutachtungsverfahren eingebunden.

## Erfolge
Im Jahr 2019 wurde durch eine Verordnung des BMVIT eine Möglichkeit für das betriebsleiterlose Fliegen geschaffen. Die AOPA Austria war daran durch Diskussionen mit dem Ministerium und der Austro Control stark beteiligt.
Weiters ist die AOPA-Austria gemeinsam mit dem Österreichischen Aeroclub im Projekt Sportluftfahrt des BMVIT als wesentlicher Stakeholder anerkannt. Vorschläge des Vereins wurden in Verordnungsentwürfen aufgenommen.
Durch die enge Zusammenarbeit mit der AOPA-Germany wird in deren Printmedium AOPA Letter in jeder Ausgabe ein Artikel der AOPA-Austria veröffentlicht. Das Magazin erscheint 6 mal im Jahr und wird auch an die österreichischen Mitglieder elektronisch und in Papierform verteilt.
Die AOPA-Austria verzeichnet seit einigen Jahren einen signifikanten Mitgliederzuwachs. Im Jahr 2015 lag der Mitgliederstand bei knapp 300, im Dezember 2020 waren 570 Mitglieder registriert. Die Gründe dafür lagen in verstärkten Aktivitäten im Rahmen der Interessensvertretung und der Öffentlichkeitsarbeit sowie einer im Jahr 2017 eingeführten Gruppenversicherung für Flugunfälle.

## Öffentliche Veranstaltungen / Öffentlichkeitsarbeit
Der Verein veranstaltet regelmäßig Vorträge unter dem Titel „AOPA Forum“. Die Vortragsreihe in Österreich geht auf aktuelle Themen in der allgemeinen Luftfahrt ein. Die Vortragenden sind meist Mitarbeiter aus der AERO-Industrie und aus Behörden und referieren über aktuelle Themen wie Luftraumstruktur, Flugmedizin, Avionik und allgemeine Luftfahrttechnik. Einzelne Vorträge werden von der AOPA-Austria in einem YouTube-Kanal (AOPA Austria Thek) zur Verfügung gestellt.
Gemeinsam mit der AOPA-Germany und der AOPA-Switzerland tritt die AOPA-Austria jährlich bei der Messe AERO in Friedrichshafen auf. Im Mittelpunkt steht dabei die Pflege der Kontakte zu Mitgliedern, Partnervereinen, Behörden und der AERO-Industrie.
AOPA-Talk ist eine Video-Interview-Reihe, in der Personen aus verschiedenen Bereichen der Luftfahrt zu ihrer Tätigkeit befragt werden. Die Videos werden am YouTube-Kanal (AOPA Austria Thek) veröffentlicht und sind auch auf der AOPA Austria Homepage abrufbar.